# Пако, Марианела
Марианела Пако Дуран (исп. Marianela Paco Durán; родилась 28 ноября 1976) — боливийская журналистка, юристка и политическая деятельница Движения к социализму (MAS). С 2009 по 2015 год была депутатом Многонационального законодательного собрания от департамента Чукисака, а с 2015 по 2017 год — министром коммуникаций во время третьего правительства президента Эво Моралеса.
Известна разработкой и продвижением законодательства против расизма, торговли людьми и насилия в отношении женщин.

## Биография
Марианела Пако родилась 28 ноября 1976 года в городе Тупица в семье двух учителей — из Котагайты и Бетансоса; старшая из пяти братьев и сестер.
По профессиональным причинам её родители перебрались с семьей в Потоси, где они оставались до пяти лет, когда снова переехали, на этот раз в муниципалитет Кивинча. Марианелла получила среднее образование и степень бакалавра в Бетансосе. В Сукре она стала лицензиатом в области социальных коммуникаций и права, политических и социальных наук в Университете Святого Франциска Ксаверия.
С 2000 по 2004 год она работала в Молодёжном социальном служении, а с 2005 по 2009 год — социальным коммуникатором и журналистом (в частности, в качестве диктора новостей на языке кечуа) на радио Aclo Foundation Radio, входящем в сеть Radio Erbol.
23 мая 2008 года она сообщила, что стала жертвой нападений групп агитаторов, близких к бывшему губернатору Чукисаки Савине Куэльяр, и так называемому Межведомственному комитету, которые мобилизовались в Сукре, чтобы противостоять крестьянам, прибывшим из сельской местности для встречи с президентом. Эво Моралесом. По словам Пако, политические оппоненты оскорбляли её (требуя «вернуться в деревню к своим свиньям и коровам»), облили её спиртом и угрожали поджечь.

## Политическая карьера
В 2009 году Пако, представляя департамент Чукисака и левую партию Движение к социализму, была избрана в Палату депутатов. Там она заняла пост президента парламентской бригады Чукисаки и возглавила Комиссию Палаты по правам человека. Её работа в Ассамблее была сосредоточена на защите прав человека, в частности прав женщин. Она была одной из авторов нового Семейного и Семейно-процессуального кодексов. Была разработчицей, редактором и одной из главных пропагандистов Закона против расизма, обсуждение которого началось в 2010 году. Она также отстаивала Всеобъемлющий закон о борьбе с торговлей людьми, Закон против преследования и политического насилия в отношении женщин и Всеобъемлющий закон о борьбе с насилием в отношении женщин.
В 2015 году назначена министром коммуникаций в правительстве Эво Моралеса.
Во время своей работы она позиционировала себя в пользу коммьюнити-радио и свободного программного обеспечения как инструментов технологической деколонизации. Она инициировала обзор и обсуждение использования социальных сетей для обеспечения уважения достоинства людей и снижения уязвимости детей и подростков.
В октябре 2016 года Пако несколько раз госпитализировали по состоянию здоровья. Ей поставили диагноз: микроангиопатия. 29 декабря 2016 года она объявила, что не будет уходить в отставку, несмотря на болезнь. Однако 23 января 2017 года её на посту сменила Хисела Лопес.

## Спорные ситуации
Марианела Пако обычно носит сомбреро на своих публичных выступлениях. Это вызвало критику в социальных сетях, которую она списывает на расистскую реакцию. В интервью она объяснила, что носит его с 2011 года в знак уважения к участникам лагеря, которым в мае 2008 года был заблокирован вход на площадь Сукре из-за их одежды. Она также считает это символом культурной самобытности. В ответ на онлайн-атаки она подала в суд на 20 политиков, обвиняя их в распространении расизма.